# Camino de los Españoles (Caracas)
El Camino de los Españoles es un sendero que discurre por el parque nacional El Ávila, que va desde la ciudad de Caracas hasta La Guaira, en Venezuela.  
En uso hasta 1845, su origen se encuentra en el camino de herradura de época española del siglo XVI entre ambos puntos, que a su vez seguía el sendero indígena de La Culebrilla.

## Historia
El camino de dieciocho kilómetros entre Santiago de León de Caracas y el puerto de La Guaira fue ordenado en época de Felipe II, en mayo de 1589, por el gobernador y capitán general de la Provincia de Venezuela y fundador del puerto de La Guaira, don Diego de Osorio y  Villegas. La orden de construcción data de 4 de enero de 1603, para la construcción de un camino de herradura para recuas de mulas y personas a pie siguiendo el  sendero o pica indígena llamada La Culebrilla que discurría por el valle y los altos de la cordillera de la Costa. La defensa de esta vía de comunicación fue asegurada con fortines de diferente consideración de los que existen testimonios en la actualidad. Se  prohibió el tránsito por otros caminos alternativos a Caracas para evitar ataques de los enemigos de España como el de 1595 del corsario inglés Amyas Preston.
Este camino, fundamental en la colonización de Venezuela, ha tenido diferentes denominaciones como Camino de la Montaña, Camino a Caracas, Camino a la Mar, Camino al Puerto de San Pedro de la Guaira, Camino Real o Camino Viejo. 
La ruta tenía su comienzo en El Rincón ubicado en Maiquetía, de ahí a Las Llanadas continuando por diferentes puntos donde existían fortines, posadas y haciendas. El camino culminaba al oeste, en la Puerta de Caracas donde estaba la aduana. 
Tras la creación del Real Consulado de Caracas en 1793 con el reinado de Carlos IV se emprendió un proyecto de mejora del camino y su trazado, que sufrió el rechazo de los hacendados por cuya propiedad debía discurrir así como del gobernador, que negaba al Consulado las competencias para realizar el camino.
Tras la proclamación de la independencia de Venezuela, durante la guerra de la Independencia, en 1815 fue expuesta la cabeza decapitada de José Félix Ribas en la Puerta de Caracas, en honor a quien se erigió en el mismo Camino un monumento alusivo. En noviembre de 1822 los jóvenes científicos Jean-Baptiste Boussingault (Francia) y Mariano Eduardo de Rivero y Ustariz (Perú) transitan el Camino de los Españoles hasta Caracas como lo había hecho Humboldt en 1799. Por el Camino de los Españoles pasaron los repatriados restos del Libertador Simón Bolívar en 1841. En 1845 el presidente Carlos Soublette inauguró el camino carretero que hoy se conoce como Carretera Vieja, poniendo fin al único camino en uso a través del paisaje abrupto durante doscientos cincuenta años. 
Actualmente es un recurso turístico por su valor histórico y paisajístico, que ha pervivido gracias a la calidad de su sistema de drenajes. A lo largo de los años viajeros como el barón Alejandro de Humboldt lo han comparado con otros caminos dándole mayor relevancia. El mayor impulso para su puesta en valor fue durante la gestión de Juan Barreto como alcalde metropolitano. En 2007 la Alcaldía Metropolitana de Caracas bajo la autoridad del Alcalde Mayor Juan Barreto para impulsar el camino como fuente de desarrollo económico y urbanístico de sus pueblos y caseríos.Estos esfuerzos contaron con apoyo del gobierno de Canarias (España) y resultaron en la creación, entre otros, del Museo al Aire Libre que consistió en la realizaron diferentes trabajos de albañilería, murales, esculturas y mosaicos de piedra para embellecer esta entrada al camino. Además, en julio de 2015 se inauguró la plaza Manos de la Paz con un monumento réplica del del Patio de la Paz del Palacio Nacional de la Cultura en Guatemala, donado por este país.4 
Del camino original se mantiene el trazado y el testimonio de la importancia de esta vía de comunicación que consituyen las haciendas, posadas y fuertes de su recorrido. Es posible observar vestigios del camino empedrado original con fecha de 1762, sujeto al deterioro por el tránsito diario de vehículos todo terreno.
Desde hace más de 130 años lo recorre la procesión de la virgen de Lourdes, cada 11 de febrero.

## Patrimonio inmueble del camino de los Españoles

### Haciendas y posadas
Para el descanso de los viajeros existían varios puntos llamados Posadas, en ellas pernoctaban, se alimentaban y tenían oportunidad de comprar cualquier artículo necesario para la continuación del viaje. Aún quedan paredes que pueden dar una idea del tamaño de una de ellas llamada Posada La Venta y que data del siglo XVIII. Este sitio es actualmente un punto de visita turístico.
Las haciendas más importantes encontradas en el camino eran La Venta, La Cumbre, Castillito y Campo Alegre.
La Hacienda Guayabal, fue una hacienda de café y lugar de descanso, cerca del Fortín El Salto. Hoy se mantiene en buen estado por la conservación y mantenimiento de sus actuales propietarios. Casi todas las construcciones coloniales que estaban en el camino fueron destruidas por los buscadores de tesoros. Esta hacienda mantiene parte de la casa colonial, su corredor delantero, unos pocos cuartos y un patio interior. El sótano donde alojaban a los esclavos también se mantiene. Sirve de lugar turístico y se puede visitar previa coordinación.
La Hacienda Corozal fue también de explotación de café, por los restos de su estructura se considera que data del siglo XVIII. Hoy no se puede visitar ya que su vía de acceso está en muy mal estado. Sin embargo, en 1981 fueron remodeladas algunas partes que se mantenían mejor conservadas.
La Hacienda Campo Alegre, dedicada a la explotación de café, alberga una capilla construida por Manuel Muñoz Tebar en 1951 que se mantiene en buen estado de conservación.

### Fortines
En el recorrido de este camino había fortines que controlaban y cuidaban el camino y la ciudad por su altura y vista panorámica. Todavía en este tiempo algunas de estas edificaciones se conservan. Los fortines que flanqueaban el camino eran:

#### Fortín La Trinchera o El Salto
Edificado antes de 1650. Estaba construido en una gran hendidura natural de aproximadamente 10 metros de ancho por unos 20 metros de profundidad. Para continuar por el camino se hacía a través de un puente levadizo.

#### Castillo San Carlos, castillo Negro y fortín del Medio (1770)
San Carlos estaba ubicado en el cerro de Las Tunas,  es la fortificación más elevada con que contó el sistema defensivo del Puerto de La Guaira. El proyecto fue elaborado por el Conde Roncali. El castillo Negro fue una fortificación separada del camino por una quebrada, esto indica que había un puente levadizo. La ubicación era privilegiada al tener una vista panorámica sobre el Litoral Central. En cuanto al fortín del Medio, solo existe el terraplén donde se supone que estuvo.

#### Castillo de San Joaquín, Fortín de la Cumbre o de la Cuchilla (1770)
En 1981 fue restaurado, todavía están en pie las paredes exteriores y un aljibe con una profundidad de unos cinco metros. Su vista era de suma importancia para la protección del camino y la ciudad. Alexander von Humboldt es arrestado en este castillo el 21 de diciembre de 1799 por sospechas pero es liberado de inmediato llegando a Caracas pocas horas después del mismo día. Sobre el camino a Caracas escribió más tarde haciendo una comparación:

El camino de La Guaira al Valle de Caracas es infinitamente más hermoso que el de La Honda a Santa Fé, y el de Guayaquil a Quito
Humboldt

Se mantienen en pie una rampa y dos columnas que daban paso al patio central. Se podía ver desde la Plaza Bolívar de Caracas y por tener visibilidad con los otros castillos lograba informar a la ciudad las novedades que se presentaban desde "el Camino Real" o desde el Litoral Central. Hoy se utiliza como estación meteorológica por la marina venezolana. 

## El camino de los españoles en la cultura popular
«Llegó Pacheco» o «bajó Pacheco»
A la existencia del camino se atribuye la expresión popular venezolana de Llegó Pacheco, para señalar la llegada del invierno o la Navidad. Su origen se atribuye a la llegada a Caracas a principios de cada invierno de Pacheco, un floricultor galipanero que vivía en el Ávila, para vender en la plaza Bolívar de Caracas sus flores. Los caraqueños al ver a este hombre exclamaban Allí viene Pacheco, Bajó Pacheco o, de esta forma sabían que las temperaturas estaban bajando en la montaña y que también bajarían a los pocos días en Caracas.
El camino de los Españoles en cine y televisión
En el año 2006 History Channel Latinoamérica transmite el programa Historia secreta: Caracas conducido por Nelson Bustamante donde se cuenta la historia de Don Alonso Andrea de Ledesma, El Quijote de Caracas, historia que se desarrolla en el Camino de los Españoles.
En el año 2017 se estrena en festivales el cortometraje de ficción Sueles Dejarme de Leandro Lioh Navarro, que cuenta la historia de una pareja que va un día de paseo por el Camino de los españoles. El cortometraje fue proyectado en el Festival Internacional del Nuevo Cine Latinoamericano de La Habana, en el  Internationales Festival der Filmhochschulen München, y ganó mejor cortometraje universitario en el Festival Internacional de Cine Santa Cruz, en Bolivia.
En el 2018 se estrena en YouTube el cortometraje documental El Camino (E'tamentok) de Leandro "Lioh" Navarro, narra en tono de documental poético la historia del camino de los españoles con narración en lengua pemón.